# جام در جام اروپا ۸۸–۱۹۸۷
فصل ۸۸–۱۹۸۷، از مسابقات فوتبال جام برندگان جام اروپا، با برتری ۱ بر ۰ مشلان مقابل آژاکس آمستردام، در فینال این رقابت‌ها و در ورزشگاه ده لا مینو به پایان رسید.

## دور مقدماتی
| تیم ۱                | نتیجه‌نهایی | تیم ۲                                  | بازی رفت | بازی برگشت |
| -------------------- | ---------- | -------------------------------------- | -------- | ---------- |
| باشگاه ورزشی لیماسول | ۱–۶        | باشگاه فوتبال داک ۱۹۰۴ دونایسکا استردا | 0–1      | 1–5        |

## دور اول
| تیم ۱                                  | نتیجه‌نهایی                      | تیم ۲                        | بازی رفت | بازی برگشت      |
| -------------------------------------- | ------------------------------- | ---------------------------- | -------- | --------------- |
| باشگاه فوتبال مشلان                    | 3–0                             | باشگاه فوتبال دینامو بخارست  | ۱–۰      | ۲–۰             |
| باشگاه فوتبال سنت میرن                 | 1–0                             | باشگاه فوتبال ترومسو         | 1–0      | 0–0             |
| باشگاه فوتبال رئال سوسیداد             | 2–0                             | باشگاه فوتبال شلاسک وروتسواف | 0–0      | 2–0             |
| باشگاه فوتبال دینامو مینسک             | 4–1                             | باشگاه ورزشی گنچلربیرلیغی    | 2–0      | 2–1             |
| باشگاه فوتبال لفسکی صوفیه              | 2–3                             | OFI Crete                    | ۱–۰      | ۱–۳             |
| Merthyr Tydfil                         | 2–3                             | باشگاه فوتبال آتالانتا       | 2–1      | 0–2             |
| ÍA                                     | 0–1                             | باشگاه فوتبال کالمار         | 0–0      | 0–1 (وقت اضافه) |
| باشگاه فوتبال اسپورتینگ پرتغال         | 6–4                             | Swarovski Tirol              | 4–0      | 2–4             |
| Vllaznia                               | 6–0                             | Sliema Wanderers             | ۲–۰      | ۴–۰             |
| RoPS                                   | 1–1 (قانون گل زده در خانه حریف) | Glentoran                    | 0–0      | 1–1             |
| باشگاه فوتبال لوکوموتیو لایپزیگ        | 0–1                             | باشگاه فوتبال المپیک مارسی   | 0–0      | 0–1             |
| Aalborg BK                             | 1–1 (2–4 ضربات پنالتی (فوتبال)) | باشگاه فوتبال هایدوک اسپلیت  | 1–0      | 0–1 (وقت اضافه) |
| باشگاه فوتبال اویپشت                   | ۲–۳                             | باشگاه فوتبال ادو دن هاخ     | 1–0      | 1–3             |
| باشگاه فوتبال داک ۱۹۰۴ دونایسکا استردا | 3–4                             | باشگاه ورزشی یانگ بویز برن   | 2–1      | 1–3             |
| Avenir Beggen                          | 0–8                             | باشگاه فوتبال هامبورگ        | 0–5      | 0–3             |
| باشگاه فوتبال آژاکس آمستردام           | 6–0                             | باشگاه فوتبال دانداک         | 4–0      | 2–0             |

## دور دوم
| تیم ۱                      | نتیجه‌نهایی                      | تیم ۲                          | بازی رفت | بازی برگشت |
| -------------------------- | ------------------------------- | ------------------------------ | -------- | ---------- |
| باشگاه فوتبال مشلان        | 2–0                             | باشگاه فوتبال سنت میرن         | 0–0      | 2–0        |
| باشگاه فوتبال رئال سوسیداد | 1–1 (قانون گل زده در خانه حریف) | باشگاه فوتبال دینامو مینسک     | 1–1      | 0–0        |
| OFI Crete                  | 1–2                             | باشگاه فوتبال آتالانتا         | 1–0      | 0–2        |
| باشگاه فوتبال کالمار       | 1–5                             | باشگاه فوتبال اسپورتینگ پرتغال | 1–0      | 0–5        |
| Vllaznia                   | 0–2                             | RoPS                           | ۰–۱      | ۰–۱        |
| باشگاه فوتبال المپیک مارسی | 7–0                             | باشگاه فوتبال هایدوک اسپلیت    | 4–0      | 3–01       |
| باشگاه فوتبال ادو دن هاخ   | 2–2 (قانون گل زده در خانه حریف) | باشگاه ورزشی یانگ بویز برن     | 2–1      | 0–1        |
| باشگاه فوتبال هامبورگ      | 0–3                             | باشگاه فوتبال آژاکس آمستردام   | 0–1      | 0–2        |

## یک‌چهارم نهایی
| تیم ۱                      | نتیجه‌نهایی | تیم ۲                          | بازی رفت | بازی برگشت |
| -------------------------- | ---------- | ------------------------------ | -------- | ---------- |
| باشگاه فوتبال مشلان        | 2–1        | باشگاه فوتبال دینامو مینسک     | 1–0      | 1–1        |
| باشگاه فوتبال آتالانتا     | 3–1        | باشگاه فوتبال اسپورتینگ پرتغال | 2–0      | 1–1        |
| RoPS                       | 0–4        | باشگاه فوتبال المپیک مارسی     | 0–1      | 0–3        |
| باشگاه ورزشی یانگ بویز برن | 0–2        | باشگاه فوتبال آژاکس آمستردام   | 0–1      | 0–1        |

## نیمه‌نهایی
| تیم ۱                      | نتیجه‌نهایی | تیم ۲                        | بازی رفت | بازی برگشت |
| -------------------------- | ---------- | ---------------------------- | -------- | ---------- |
| باشگاه فوتبال مشلان        | 4–2        | باشگاه فوتبال آتالانتا       | 2–1      | 2–1        |
| باشگاه فوتبال المپیک مارسی | 2–4        | باشگاه فوتبال آژاکس آمستردام | 0–3      | 2–1        |

## فینال
| باشگاه فوتبال مشلان | ۱–۰ | باشگاه فوتبال آژاکس آمستردام |
| ------------------- | --- | ---------------------------- |
| den Boer ۵۳'        |     |                              |

## گلزنان برتر
| رتبه | بازیکن            | تیم                                    | گل |
| ---- | ----------------- | -------------------------------------- | -- |
| ۱    | پائولینیو کاسکاول | باشگاه فوتبال اسپورتینگ پرتغال         | ۶  |
| ۲    | کلاوس آلوفس       | باشگاه فوتبال المپیک مارسی             | ۴  |
| ۲    | Piet den Boer     | باشگاه فوتبال مشلان                    | ۴  |
| ۲    | الی اوهانا        | باشگاه فوتبال مشلان                    | ۴  |
| ۲    | ژان-پیر پاپن      | باشگاه فوتبال المپیک مارسی             | ۴  |
| ۲    | Tony Sealy        | باشگاه فوتبال اسپورتینگ پرتغال         | ۴  |
| ۷    | Remco Boere       | باشگاه فوتبال ادو دن هاخ               | ۳  |
| ۷    | Aldo Cantarutti   | باشگاه فوتبال آتالانتا                 | ۳  |
| ۷    | Oliviero Garlini  | باشگاه فوتبال آتالانتا                 | ۳  |
| ۷    | برونو لابادیا     | باشگاه فوتبال هامبورگ                  | ۳  |
| ۷    | Juraj Majoroš     | باشگاه فوتبال داک ۱۹۰۴ دونایسکا استردا | ۳  |
| ۷    | هنی میر           | باشگاه فوتبال آژاکس آمستردام           | ۳  |
| ۷    | Dario Zuffi       | باشگاه ورزشی یانگ بویز برن             | ۳  |